# Лоо, Рудольф
Рудольф Лоо (эст. Rudolf Loo; 1 декабря 1902 — 30 мая 1983) — эстонский борец греко-римского стиля, призёр чемпионатов Европы.
Родился в 1902 году в Нарве. В 1924 году принял участие в Олимпийских играх в Париже, где занял 6-е место. В 1926 году стал серебряным призёром чемпионата Европы. На чемпионате Европы 1927 года завоевал бронзовую медаль.